# Condado de Dawson (Texas)
O Condado de Dawson é um dos 254 condados do estado norte-americano do Texas. A sede do condado é Lamesa, e sua maior cidade é Lamesa.
O condado possui uma área de 2 336 km² (dos quais 0 km² estão cobertos por água), uma população de 14 985 habitantes, e uma densidade populacional de 2 hab/km² (segundo o censo nacional de 2000).
O condado foi criado em 1876.